# Turbonilla exilis
Turbonilla exilis är en snäckart som först beskrevs av C. B. Adams 1850.  Turbonilla exilis ingår i släktet Turbonilla och familjen Pyramidellidae. Inga underarter finns listade i Catalogue of Life.